# Csente (Szlovénia)
Csente (1974-ig Csentevölgy, szlovénül: Čentiba) magyarok lakta falu Szlovéniában a Muravidéken. Közigazgatásilag Lendva községhez tartozik.

## Fekvése
Lendvától 5 km-re délkeletre a magyar határ mellett fekszik.

## Története
Területét 1379-ben az alsólendvai Bánffy család kapta I. Lajos magyar királytól adományként. Első írásos említése 1381-ből származik Chentewlgh alakban. 1410-ben Chenthewelge, 1420-ban Chenteuelgh, 1524-ben Alsochenthe, Felsewchenthe, néven szerepel a korabeli forrásokban.
1644-ig a család kihalásáig volt a Bánffyak birtoka. Ezután a Nádasdy család birtoka lett. 1690- ben Eszterházy nádor több más valaha Bánffy-birtokkal együtt megvásárolta. Ezután végig a család birtoka maradt.
Vályi András szerint " CSENTE. Magyar falu Szala Vármegyében, földes Ura Hertzeg Eszterházy Uraság, lakosai katolikusok, fekszik Alsó Lendvának szomszédságában, ’s ennek filiája, meglehetős termékenységű határja van, szőlő hegye is középszerű, eladásra más helységekben jó módgya, második Osztálybéli."
Fényes Elek szerint " Csente, magyar falu, Zala vgyében, az alsó-lendvai uradalomban, 200 kath. lak."
1910-ben 860, többségben magyar lakosa volt, jelentős szlovén kisebbséggel.
Közigazgatásilag Zala vármegye Alsólendvai járásának része volt. 1919-ben a Szerb–Horvát–Szlovén Királysághoz csatolták, ami tíz évvel később vette fel a Jugoszlávia nevet. 1941-ben a Muramentét a magyar hadsereg visszafoglalta és 1945-ig ismét Magyarország része volt, majd a második világháború befejezése után végleg jugoszláv kézbe került. 1991 óta a független Szlovén Köztársaság része. 2002-ben 756 lakosa volt.

## Nevezetességei
- A Kisboldogasszony tiszteletére szentelt neobarokk kápolnáját a 20. század első felében építették.
- Haranglába az 1930-as években épült.
- A Szent Flórián-oszlopot 1827-ben emelték barokk stílusban.